# Іроні Тверія
Іроні Тверія (івр. עירוני טבריה) — ізраїльський футбольний клуб з міста Тверія. Клуб не пов'язаний з «Хапоелем» (Тверія), колишнім клубом, який провів кілька сезонів у вищому дивізіоні ізраїльського футболу в 1960-х і 1980-х роках, востаннє виступивши у вищому дивізіоні в 1989 році.

## Історія
У футбол у Тверії грали ще до проголошення незалежності Ізраїлю. Перший клуб у місті, «Маккабі» (Тверія), був створений у 1925 році, а у футбол грали вже 1927 році. Через рік «Маккабі» (Тверія) брала участь у першому в історії розіграші Кубка Ізраїлю.
Найвідомішим клубом із Тверії був «Хапоель» (Тверія), який грав у вищому дивізіоні ізраїльського футболу в 1960-х роках, з 1961–62 по 1964–65 роки, а також у 1988–89 роках.
Третім клубом, який діяв у Тверії в ці роки, був «Бейтар» (Тверія), хоча він в основному грав на нижчих рівнях ізраїльської ліги, а його найкращим досягненням був вихід до третього рівня Ліги Бет наприкінці 1960-х і в 1970-х роках.
Наприкінці 1990-х і «Маккабі», і «Хапоель» розпалися, і єдиним активним клубом залишився «Бейтар» (Тверія). У 2001 році клуб був об'єднаний з «Хапоель Моаца Езоріт Галіл Тахтон», утворивши «Хапоель Галіл Тахтон/Тіверія». У 2007 році клуб змінив назву на Іроні Тверія.
У 2006-07 роках клуб посів 2-ге місце в Лізі Бет Північ Б і підвищився в класі через плей-оф. Після кількох сезонів у Північній лізі Алеф клуб потрапив до плей-оф за вихід у вищу лігу наприкінці сезону 2010-11, програвши у першому раунді Хапоелю Асі Гілбоа. Наступного сезону клуб посів 2-ге місце в Лізі Алеф, але не брав участі в плей-оф за вихід у вищу лігу, в якому брав участь лише переможець ліги, Хапоель Асі Гільбоа.
У 2013-14 роках клуб знову посів 2-е місце і вийшов у плей-оф за вихід у вищу лігу, а після перемоги над «Маккабі Даліят аль-Кармель», «Хапоель Мігдаль ХаЕмек» і «Хапоель Азор» зіткнувся з єрусалимським «Хапоелем Катамон» у вирішальному плей-оф за вихід у вищу лігу. Тіверія виграла з загальним рахунком 5–1 (3–0, 2–1) і вийшла до Ліги Леуміт. Однак перебування клубу в Лізі Леуміт тривало лише один сезон, оскільки в сезоні 2014-15 вони посіли місце друге знизу і вилетіли назад до Ліги Алеф.